# روي بيترسون
روي بيترسون هو كاريكاتيري كندي، ولد في 14 سبتمبر 1936 في وينيبيغ في كندا، وتوفي في 30 سبتمبر 2013 في فانكوفر الغربية في كندا بسبب مرض باركنسون.